# Golden Globe Awards 1984
Die 41. Verleihung der Golden Globe Awards fand am 28. Januar 1984 statt.

## Preisträger und Nominierungen

### Bester Film – Drama
Zeit der Zärtlichkeit (Terms of Endearment) – Regie: James L. Brooks
- Comeback der Liebe (Tender Mercies) – Regie: Bruce Beresford
- Der Stoff, aus dem die Helden sind (The Right Stuff) – Regie: Philip Kaufman
- Ruben, Ruben (Reuben, Reuben) – Regie: Robert Ellis Miller
- Silkwood – Regie: Mike Nichols

### Bester Film – Musical/Komödie
Yentl – Regie: Barbra Streisand
- Der große Frust (The Big Chill) – Regie: Lawrence Kasdan
- Die Glücksritter (Trading Places) – Regie: John Landis
- Flashdance – Regie: Adrian Lyne
- Zelig – Regie: Woody Allen

### Beste Regie
Barbra Streisand – Yentl
- Bruce Beresford – Comeback der Liebe (Tender Mercies)
- Ingmar Bergman – Fanny und Alexander (Fanny och Alexander)
- James L. Brooks – Zeit der Zärtlichkeit (Terms of Endearment)
- Mike Nichols – Silkwood
- Peter Yates – Ein ungleiches Paar (The Dresser)

### Bester Hauptdarsteller – Drama
Robert Duvall – Comeback der Liebe (Tender Mercies)

Tom Courtney – Ein ungleiches Paar (The Dresser)
- Tom Conti – Ruben, Ruben (Reuben, Reuben)
- Richard Farnsworth – Der Fuchs (The Grey Fox)
- Al Pacino – Scarface
- Eric Roberts – Star 80

### Beste Hauptdarstellerin – Drama
Shirley MacLaine – Zeit der Zärtlichkeit (Terms of Endearment)
- Jane Alexander – Das letzte Testament (Testament)
- Bonnie Bedelia – ...und wenn der letzte Reifen platzt (Heart Like a Wheel)
- Meryl Streep – Silkwood
- Debra Winger – Zeit der Zärtlichkeit (Terms of Endearment)

### Bester Hauptdarsteller – Musical/Komödie
Michael Caine – Rita will es endlich wissen (Educating Rita)
- Woody Allen – Zelig
- Tom Cruise – Lockere Geschäfte (Risky Business)
- Eddie Murphy – Die Glücksritter (Trading Places)
- Mandy Patinkin – Yentl

### Beste Hauptdarstellerin – Musical/Komödie
Julie Walters – Rita will es endlich wissen (Educating Rita)
- Anne Bancroft – Sein oder Nichtsein (To Be or Not to Be)
- Jennifer Beals – Flashdance
- Linda Ronstadt – The Pirates of Penzance
- Barbra Streisand – Yentl

### Bester Nebendarsteller
Jack Nicholson – Zeit der Zärtlichkeit (Terms of Endearment)
- Steven Bauer – Scarface
- Charles Durning – Sein oder Nichtsein (To Be or Not to Be)
- Gene Hackman – Under Fire
- Kurt Russell – Silkwood

### Beste Nebendarstellerin
Cher – Silkwood
- Barbara Carrera – Sag niemals nie (Never Say Never Again)
- Tess Harper – Comeback der Liebe (Tender Mercies)
- Linda Hunt – Ein Jahr in der Hölle (The Year of Living Dangerous)
- Joanna Pacuła – Gorky Park

### Bestes Drehbuch
James L. Brooks – Zeit der Zärtlichkeit (Terms of Endearment)
- Barbara Benedek, Lawrence Kasdan – Der große Frust (The Big Chill)
- Julius J. Epstein – Ruben, Ruben (Reuben, Reuben)
- Ronald Harwood – Ein ungleiches Paar (The Dresser)
- Willy Russell – Rita will es endlich wissen (Educating Rita)

### Beste Filmmusik
Giorgio Moroder – Flashdance
- Alan Bergman, Marilyn Bergman, Michel Legrand – Yentl
- Stewart Copeland – Rumble Fish
- Jerry Goldsmith – Under Fire
- Giorgio Moroder – Scarface

### Bester Filmsong
„Flashdance … What a Feeling“ aus Flashdance – Irene Cara, Keith Forsey, Giorgio Moroder
- „Far from Over“ aus Staying Alive – Vince DiCola, Frank Stallone
- „Maniac“ aus Flashdance – Dennis Matkosky, Michael Sembello
- „Over You“ aus Comeback der Liebe (Tender Mercies) – Bobby Hart, Austin Roberts
- „The Way He Makes Me Feel“ aus Yentl – Alan Bergman, Marilyn Bergman, Michel Legrand

### Bester fremdsprachiger Film
Fanny und Alexander (Fanny och Alexander), Schweden – Regie: Ingmar Bergman
- Carmen, Spanien – Regie: Carlos Saura
- Der Fuchs (The Grey Fox), Kanada – Regie: Philip Borsos
- Ein ungleiches Paar (The Dresser), Großbritannien – Regie: Peter Yates
- Rita will es endlich wissen (Educating Rita), Großbritannien – Regie: Lewis Gilbert

## Nominierungen und Gewinner im Bereich Fernsehen

### Beste Fernsehserie – Drama
Der Denver-Clan (Dynasty)
- Cagney & Lacey
- Dallas
- Hart aber herzlich (Hart to Hart)
- Polizeirevier Hill Street (Hill Street Blues)

### Bester Darsteller in einer Fernsehserie – Drama
John Forsythe – Der Denver-Clan (Dynasty)
- James Brolin – Hotel
- Tom Selleck – Magnum (Magnum, p.i.)
- Daniel J. Travanti – Polizeirevier Hill Street (Hill Street Blues)
- Robert Wagner – Hart aber herzlich (Hart to Hart)

### Beste Darstellerin in einer Fernsehserie – Drama
Jane Wyman – Falcon Crest
- Joan Collins – Der Denver-Clan (Dynasty)
- Tyne Daly – Cagney & Lacey
- Linda Evans – Der Denver-Clan (Dynasty)
- Stefanie Powers – Hart aber herzlich (Hart to Hart)

### Beste Fernsehserie – Komödie/Musical
Fame – Der Weg zum Ruhm (Fame)
- Buffalo Bill
- Cheers
- Newhart
- Taxi

### Bester Darsteller in einer Fernsehserie – Komödie/Musical
John Ritter – Herzbube mit zwei Damen (Three’s Company)
- Dabney Coleman – Buffalo Bill
- Ted Danson – Cheers
- Robert Guillaume – Benson
- Bob Newhart – Newhart

### Beste Darstellerin in einer Fernsehserie – Komödie/Musical
Joanne Cassidy – Buffalo Bill
- Debbie Allen – Fame – Der Weg zum Ruhm (Fame)
- Madeline Kahn – Oh Madeline
- Shelley Long – Cheers
- Isabel Sanford – Die Jeffersons (The Jeffersons)

### Beste Miniserie oder bester Fernsehfilm
Die Dornenvögel (The Thorn Birds)
- Der Feuersturm (Winds of War)
- Was wird nur aus den Kindern? (Who Will Love My Children?)
- Die letzte Schicht (Heart of Steel)
- Kennedy

### Bester Darsteller in einer Miniserie oder einem Fernsehfilm
Richard Chamberlain – Die Dornenvögel (The Thorn Birds)
- Robert Blake – Verfolgt bis in den Tod (Blood Feud)
- Luis Gossett Jr. – Sadat
- Martin Sheen – Kennedy
- Peter Strauss – Die letzte Schicht (Heart of Steel)

### Beste Darstellerin in einer Miniserie oder einem Fernsehfilm
Ann-Margret – Was wird nur aus den Kindern? (Who Will Love My Children?)
- Susan Blakley – Will There Really Be a Morning?
- Blair Brown – Kennedy
- Gena Rowlands – Thursday’s Child
- Rachel Ward – Die Dornenvögel (The Thorn Birds)

### Bester Nebendarsteller in einer Serie, einer Miniserie oder einem Fernsehfilm
Richard Kiley – Die Dornenvögel (The Thorn Birds)
- Bryan Brown – Die Dornenvögel (The Thorn Birds)
- John Houseman – Der Feuersturm (Winds of War)
- Perry King – The Hasty Heart
- Rob Lowe – Thursday’s Child
- Jan-Michael Vincent – Der Feuersturm (Winds of War)

### Beste Nebendarstellerin in einer Serie, einer Miniserie oder einem Fernsehfilm
Barbara Stanwyck – Die Dornenvögel (The Thorn Birds)
- Polly Holliday – The Gift of Love: A Christmas Story
- Angela Lansbury – The Gift of Love: A Christmas Story
- Piper Laurie – Die Dornenvögel (The Thorn Birds)
- Jean Simmons – Die Dornenvögel (The Thorn Birds)
- Victoria Tennant – Der Feuersturm (Winds of War)